# Iglesia de la Virgen de la Asunción (Ticnamar)
La iglesia de la Virgen de la Asunción es un templo católico y monumento histórico erigido en honor a la virgen de la Asunción localizado en la localidad de Tignamar, ubicada en la comuna de Putre, Región de Arica y Parinacota, Chile.
Pertenece al conjunto de monumentos nacionales de Chile desde el año 2012 en virtud del Decreto 451 del 19 de octubre del mismo año; se encuentra en la categoría «Monumentos Históricos».

## Historia

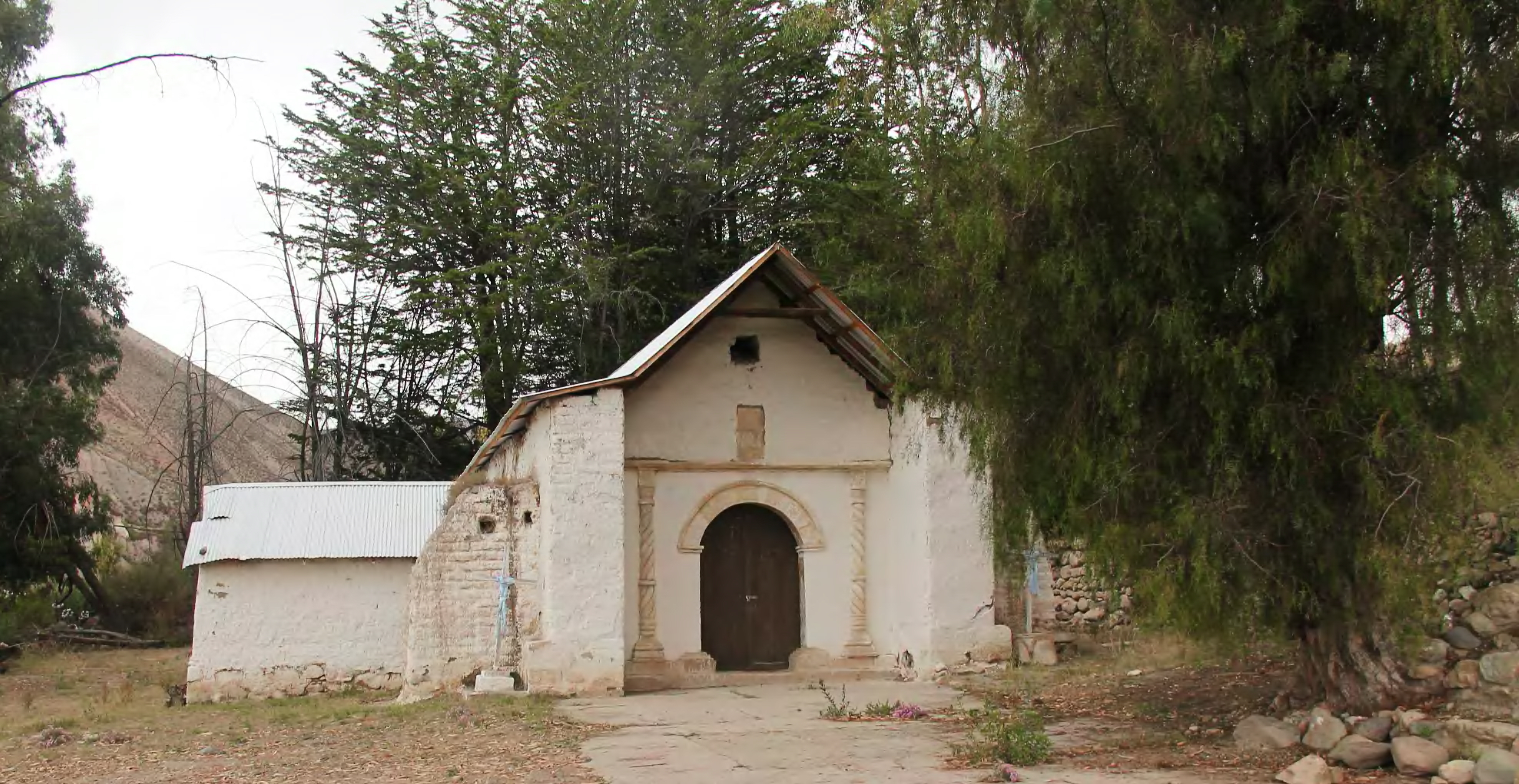
Vista de la Iglesia de la Virgen de la Asunción de Ticnámar.

La iglesia está hecha a base de adobe y piedra, y se estructura con una nave principal, un baptisterio, una sacristía y un altar. Su construcción probablemente se remonta al siglo XVII o XVIII.
La superficie protegida considera un total de 1478 m² con un polígono de 29,25 x 50,52 m; su exterior es de piedra, y «en su momento su techumbre estuvo cubierta de paja brava sobre estera y caña, con tijerales de madera labrada, salvo en las capillas, donde se conservan las vigas primitivas de coirón y costaneras de queñoa».
Esta edificación está situada a 3230 m s. n. m. en la precordillera de Arica y Parinacota, en la quebrada Ticnámar, 135 km al sureste de Arica. Pertenece a un grupo de templos católicos agrupados bajo la denominación «Iglesias del Altiplano», los que se buscan postular al Patrimonio Mundial de la UNESCO.
El año 2013 se puso en marcha el proyecto «Restauración Iglesia de la Virgen de la Asunción de Ticnámar, Putre» en virtud del convenio entre el Gobierno de Chile y la Fundación Altiplan.